# Pajares de los Oteros
Pajares de los Oteros è un comune spagnolo di 336 abitanti situato nella comunità autonoma di Castiglia e León.